# Pałac Halbturn
Pałac Halbturn (niem. Schloss Halbturn) – zespół pałacowy, położony w miejscowości Halbturn, w pobliżu dzisiejszego pogranicza austriacko-węgierskiego, znajdujący się we władaniu cieszyńskiej linii rodu Habsburgów.

## Historia pałacu[1]
Pałac został wybudowany na zlecenie cesarza Karola VI Habsburga w 1711 roku, jako pałac myśliwski. Architektem nadzorującym prace był Johann Lucas von Hildebrandt. Budowla została wzniesiona w stylu barokowym. Okres swojego szczytowego rozwoju pałac zalicza w połowie XVIII wieku, gdy był często uwieczniany na obrazach. Podczas pierwszego oblężenia tureckiego zniszczeniu uległa stadnina dla koni. W późniejszym okresie pałac zmieniał swoich właścicieli, jednak Karol VI odzyskał własność jeszcze za swojego życia.
W 1765 roku sukcesorka Karola VI, Maria Teresa Habsburg zmieniła administracyjnie położenie pałacu Halbturn, wyłączając prowincję Altenburg spod wpływów korony węgierskiej. Pałac stał się podarunkiem cesarzowej dla swojej ukochanej córki, Marii Krystyny Habsburg, z okazji jej ślubu z Albertem Sasko-Cieszyńskim, księciem saskim i cieszyńskim. Z tej okazji malarz Franz Anton Maulbertsch namalował słynny fresk Triumf świateł. Za czasów rządów tej pary zamek przebudowano na pałac, który stał się letnią rezydencją księcia cieszyńskiego i saskiego. Ponieważ para nie doczekała się potomstwa, postanowili adoptować bratanka Marii Krystyny, Karola Ludwika Habsburga, syna cesarza Leopolda II Habsburga.
Arcyksiążę Karol Ludwik odziedziczył pałac w 1822 roku, a po nim – jego syn Albrecht Fryderyk Habsburg w 1847 roku. W momencie, gdy jego jedyny spadkobierca męski zmarł w okresie niemowlęcym, postanowił on adoptować swego bratanka. Tym sposobem w 1895 roku pałac przeszedł we władanie Fryderyka Habsburga (wysoko postawionego wojskowego Austro-Węgier). Ten przekazał pałac swojemu synowi – Albrechtowi II Habsburgowi, który jako ostatni tytularny książę cieszyński zmarł w Buenos Aires.
W 1898 w pałacu rozpoczął się swego rodzaju skandal obyczajowy z arcyksięciem Franciszkiem Ferdynandem w roli głównej. Ten bowiem zostawił na tamtejszym korcie tenisowym swój zegarek, który został oddany pani domu – Izabelli von Croÿ-Dülmen, żonie Fryderyka Habsburga. Ta z kolei ciekawa była co znajduje się w środku zegarka. Spodziewała się znaleźć tam zdjęcie jednej ze swoich trzech córek, liczyła bowiem na mariaż jednej z nich z arcyksięciem. Okazało się jednak, że w środku było zdjęcie zubożałej szlachcianki czeskiego pochodzenia, Zofii von Chotek, która w 1900 roku została żoną Franciszka Ferdynanda, po odbyciu przez tego ostatniego długiego sporu i wielu kłótni z głową dynastii, cesarzem Franciszkiem Józefem.
Pod koniec II wojny światowej zamek został splądrowany przez wojska radzieckie, a w 1949 roku środkowa część budynku spłonęła, jednak szybko została odbudowana.
W 1955 roku baron Paul Waldbott-Bassenheim wydzierżawił posiadłość od władz państwowych, po śmierci Albrechta II. Od śmierci barona w 2008 roku, pałac jest w posiadaniu hrabiego Markusa zu Königsegg-Aulendorf, adoptowanego syna barona Paula.

## Właściciele Halbturn(włączając tytułyde iure)
- 1711–1765 – Karol VI Habsburg
- 1765–1766 – Maria Teresa Habsburg
- 1766–1822 – Albert Sasko-Cieszyński
- 1822–1847 – Karol Ludwik Habsburg
- 1847–1895 – Albrech Fryderyk Habsburg
- 1895–1936 – Fryderyk Habsburg (od 1918 roku de iure)
- 1918–1955 – Albrecht II Habsburg (de iure)
- 1955–2008 – baron Paul Waldbott-Bassenheim
- od 2008 – hrabia Markus zu Königsegg-Aulendorf